# 월암로 (대구)
월암로(Woram-ro)는 대구광역시 달서구 월성동 조암네거리 에서 월암동를 잇는 대구광역시의 도로이다.

## 주요 경유지
대구광역시
- 달서구 (진천동 . 월성동 . 월암동)

## 노선
| 이름             | 접속 노선     | 소재지        | 소재지        | 비고          |
| 진천로와 직결    | 진천로와 직결 | 진천로와 직결 | 진천로와 직결 | 진천로와 직결 |
| ---------------- | ------------- | ------------- | ------------- | ------------- |
| (이름없음)       | 조암남로      | 달서구        | 진천동        |               |
| 조암네거리       | 조암로        | 달서구        | 진천동        |               |
| 중소기업청네거리 | 성서4첨단로   | 달서구        | 진천동        |               |
| 월암교           |               | 달서구        | 월암동        |               |
| (이름없음)       | 성서동로      | 달서구        | 월암동        |               |

## 주요 건물 및 시설
- GS25 달서대천점 (월암로 95/대천동 1012)